# Stratford állomás
A Stratford egy intermodális csomópont Londonban a 2-es és 3-as zóna határán, megállója van itt a DLR-nek, a TfL Rail-nek, az Overgroundnak és elővárosi vonatoknak is, illetve a metrók közül a Central line és a Jubilee line is érinti.

## Története
Az állomást 1839. június 20-án adták át az Eastern Counties Railway részeként. A Central line állomását 1946. december 4-én adták át, míg a Jubilee line állomását 1999. május 14-én helyezték üzembe. 1987-től a DLR is érinti az állomást.

## Forgalom
| Járat    | Útvonal | Gyakoriság       |
| -------- | --- | ---------------- |
|          | (Epping és Hainault felől –) Leytonstone – Leyton – Stratford – Mile End – Bethnal Green – Liverpool Street – Bank – St. Paul’s – Chancery Lane – Holborn – Tottenham Court Road – Oxford Circus – Bond Street – Marble Arch – Lancaster Gate – Queensway – Notting Hill Gate – Holland Park – Shepherd’s Bush – White City (– tovább Ealing Broadway és West Ruislip felé)                                             | 2-3 percenként   |
|          | Stanmore – Canons Park – Queensbury – Kingsbury – Wembley Park – Neasden – Dollis Hill – Willesden Green – Kilburn – West Hampstead – Finchley Road – Swiss Cottage – St. John’s Wood – Baker Street – Bond Street – Green Park – Westminster – Waterloo – Southwark – London Bridge – Bermondsey – Canada Water – Canary Wharf – North Greenwich – Canning Town – West Ham – Stratford                                 | 2-4 percenként   |
|          | Richmond – Kew Gardens – Gunnersbury – South Acton – Acton Central – Willesden Junction – Kensal Rise – Brondesbury Park – Brondesbury – West Hampstead – Finchley Road & Frognal – Hampstead Heath – Gospel Oak – Kentish Town West – Camden Road – Caledonian Road & Barnsbury – Highbury & Islington – Canonbury – Dalston Kingsland – Hackney Central – Homerton – Hackney Wick – Stratford                         | 8-10 percenként  |
|          | Clapham Junction – Imperial Wharf – West Brompton – Kensington (Olympia) – Shepherd’s Bush – Willesden Junction – Kensal Rise – Brondesbury Park – Brondesbury – West Hampstead – Finchley Road & Frognal – Hampstead Heath – Gospel Oak – Kentish Town West – Camden Road – Caledonian Road & Barnsbury – Highbury & Islington – Canonbury – Dalston Kingsland – Hackney Central – Homerton – Hackney Wick – Stratford | 10-15 percenként |
| TfL Rail | Liverpool Street – Stratford – Maryland – Forest Gate – Manor Park – Ilford – Seven Kings – Goodmayes – Chadwell Heath – Romford – Gidea Park – Harold Wood – Brentwood – Shenfield | 3-10 percenként  |
|          | Stratford – Pudding Mill Lane – Bow Church – Devons Road – Langdon Park – All Saints – Poplar – West India Quay – Canary Wharf (– munkanapokon reggel tovább Heron Quays – South Quay – Crossharbour – Mudchute – Island Gardens – Cutty Shark for Maritime Greenwich – Greenwich – Depford Bridge – Elverson Road – Lewisham)                                                                                          | 3-4 percenként   |
|          | Stratford International – Stratford – Stratford High Street – Abbey Road – West Ham – Star Lane – Canning Town – West Silvertown – Pontoon Dock – London City Airport – King George V – Woolwich Arsenal | 7-10 percenként  |
|          | Stratford – Tottenham Hale (átszállással tovább Stansted Airport) | 30 percenként    |

## Átszállási kapcsolatok
| Állomás   | Átszállási kapcsolatok               |
| --------- | ------------------------------------ |
| Stratford | Helyi buszok (Stratford Bus Station) |

## Fordítás
- Ez a szócikk részben vagy egészben  a   Stratford station című angol Wikipédia-szócikk fordításán alapul.  Az eredeti cikk szerkesztőit annak laptörténete sorolja fel. Ez a jelzés csupán a megfogalmazás eredetét és a szerzői jogokat jelzi, nem szolgál a cikkben szereplő információk forrásmegjelöléseként.